# Dallasiellus discrepans
Dallasiellus discrepans är en insektsart som först beskrevs av Philip Reese Uhler 1877.  Dallasiellus discrepans ingår i släktet Dallasiellus och familjen taggbeningar. Inga underarter finns listade i Catalogue of Life.